# Mars 1899

## Événements
- Canada : les Shamrocks de Montréal remportent la coupe Stanley contre l'université Queen.
- La France renonce à toute domination sur le Nil après l’affaire de Fachoda.
- Accord franco-britannique fixant les limites septentrionales du Nigeria britannique sur la ligne Say-Barroua. Convention reconnaissant les droits de la France sur le Tchad.

- 1er mars : Juan Lindolfo Cuestas devient président de la République en Uruguay (fin en 1903). Chef du gouvernement par intérim depuis 1897, Cuestas impose la constitution d’un gouvernement d’union nationale pour tenter de mettre un terme au conflit entre libéraux et conservateurs.

- 4 mars : à Achères, Gaston de Chasseloup-Laubat établit un nouveau record de vitesse terrestre : 92,78 km/h.

- 5 mars : l'explosion d'une poudrière suite à l’instabilité de la poudre B tue 65 civils et militaires et rase le hameau de Lagoubran a proximité immédiate du port militaire de Toulon[1].

- 12 mars : la voie ferrée atteint Toukoto, à mi-chemin entre Kayes et Bamako.

- 21 mars : course automobile Nice-La Castellane-Nice. Georges Lemaître s’impose sur une Peugeot. (19 participants).

- 26 mars : l'archéologue allemand Robert Johann Koldewey découvre les murailles de l'antique ville mésopotamienne Babylone.

- 29 mars (Somalie) : le vice-consul du Somaliland britannique écrit une lettre insultante à Sayyid Mohammed (Mohammed Abdullah Hassan), lui demandant de déposer les armes.

## Naissances
- 7 mars : Pierre Pouly, matador français († 24 décembre 1988).
- 19 mars : Jean de Sauteval, illustrateur d’œuvres érotiques et officiellement médecin, dentiste stomatologue († 4 novembre 1967).
- 31 mars : Pancho Vladiguerov, compositeur et pianiste bulgare († 8 septembre 1978).

## Décès
- 20 mars : Franz Ritter von Hauer, géologue autrichien (° 1822).